# Жити (фільм, 1952)
«Жити» (яп. 生きる, Ікіру) — фільм-драма японського режисера Акіри Куросави, що побачив світ 1952 року. Джерелом натхнення для створення фільму стала повість російського письменника Л. М. Толстого «Смерть Івана Ілліча». Досі вважається однією з найкращих драм в історії кінематографа. На 1 березня 2024 року фільм займав 99-ту позицію у списку 250 кращих фільмів за версією IMDb.

## Сюжет
Кандзі Ватанабі, начальник відділу у справах громадськості, живе зовсім непримітним життям. 30 років підряд він жодного разу не прогуляв роботу і не взяв вихідний. Бувши постійно в роботі (хоча нічим корисним він по суті не займається) і повністю байдужим до всього, що його оточує, Кандзі отримав прізвисько «Мумія». І тут раптом Ватанабі-сан дізнається жахливу новину: у нього рак шлунку і жити йому залишилось не більше, аніж пів року. Цього ж вечора він розуміє, що його син, Мацуї, якому він присвятив своє життя, зовсім ним не цікавиться. Йому потрібні лише гроші, які він залишить по своїй смерті. У розпачі Ватанабі-сан знімає зі своєї карточки 50 тисяч єн і йде в бар, щоби їх прогуляти. Там він знайомиться із письменником-невдахою, якому він розкриває свою душу, кажучи, що він прожив життя дарма. Поет вирішує розважити його всілякими способами: водить його на ігрові автомати, по ресторанах, купляє новий капелюх, винаймає повій.
За цей час несподівана відпустка Кандзі Ватанабі стала новиною № 1 у відділі у справах з громадськістю. Один зі співробітників приходить до нього додому, щоб дізнатись, що із ним сталось, але його син та невістка думають, що він на роботі. Мацуї дізнається, що його батько зняв з карточки 50.000 і непокоїться: з чого б це раптом татові стали потрібні гроші. Кіїті, брат Кандзі, вирішує, що у нього з'явилась жінка.
Наступного ранку Кандзі, пригнічений, ідучи додому, зустрічає Тойо — веселу і життєрадісну дівчину, що працює в його відділі. Вона каже, що хоче звільнитись із роботи, оскільки їй набридла ця рутина. Кандзі приводить її додому, вони разом укладають заяву про звільнення і Ватанабі-сан ставить на ній печатку. А син і невістка вирішують, що це і є та сама жінка, на яку їх батько протринькав свої гроші. Кандзі не хоче так просто прощатись із нею, оскільки бачить у ній те, чого бракує йому самому — любові до життя. Він вирішує провести її по дорозі, купляє їй нові панчохи, водить на автомати, в ресторан та у кіно.
Вдома на Кімуру-сана чекає непорозуміння: Мацуї, його син, у грубій формі дорікає йому за розтринькування грошей, які ще були б потрібні йому і його молодій сім'ї. Кандзі не хоче далі говорити з сином.
Через якийсь час Кандзі запрошує Тойо на ще одне побачення (тепер вона працює на іграшковій фабриці). Тойо, яка після роботи є дуже стомленою, відмовляє йому, але, побачивши, як це його вразило, погодилась востаннє прогулятись із ним. Цього вечора Кандзі розповідає їй про свою хворобу і каже, що не знає, що йому потрібно робити, щоб повернути собі любов до життя. Тойо каже їй, що їй життєрадісності додають іграшки, які вона майструє для дітей, мовляв, тоді вона почувається так, ніби грається зі всіма дітьми на Землі.
І тут Кандзі згадує про одну справу, яку він так і не виконав колись: у його департаменту попросили зайнятись очищенням каналу в міському парку і побудовою біля нього розважального майданчика для дітей. Коли він зможе це зробити та подарує своєму місту дитячий майданчик, це і буде той гідний вчинок, заради якого йому варто було народитись. Тепер Кандзі докладає усіх зусиль, щоб домогтися свого. Він проходить через усі кола бюрократичного пекла, по якому колись сам ганяв людей, перенаправляючи їх в інші департаменти. Він приїжджає на той самий канал, ознайомлюється із ситуацією, іде в будівельний департамент, в муніципалітет, де просить, благає, принижується, вимагає і нарешті домагається того, щоб міська влада взяла під свою опіку будівництво дитячого майданчика і виділила на них частку з місцевого бюджету. Ватанабі-сан особисто бере участь у будівництві, слідкує за ним, «як добрий дідо милується своїми внуками», бореться з акулами бізнесу, які хочуть побудувати на зачищеному місці мережу ресторанів. Але його нічого не зупиняє, він вирішує довести свою справу до переможного кінця.
Минуло 5 місяців. Робота закінчена, парк готовий. Кандзі приходить туди та милується своєю роботою. Його досягнення ніхто не оцінив. Усю заслугу приписав собі заступник мера, який взяв цю справу під свою опіку лише для того, аби виграти на наступних муніципальних виборах. Він помирає в самотності на своєму ж дитячому майданчику, співаючи пісню «Життя таке коротке», яку він чув колись у барі, коли розважався з письменником.
Журналісти проводять своє розслідування і виясняють, що головна заслуга у побудові парку належить не заступнику мера, а скромному працівнику одного з департаментів.
Співробітники та родичі Ватанабі-сана збираються на поминки на його честь. Розмовляючи та згадуючи усі яскраві моменти, які він пережив за останні 5 місяців, гості приходять до висновку, що Кандзі знав про свою хворобу і тому вирішив зайнятись побудовою майданчика. Мацуї кається за свою байдужість. Поліцейський, який став свідком смерті Кандзі, кається що не допоміг йому. Сп'янілі бюрократи, що теж присутні на поминках, теж висловлюють каяття за свої знущання з простих людей. Вони дають обіцянку, що справа Кандзі буде жива і що вони тепер присвятять життя служінню людям. Але уже наступного дня, коли в рідний департамент Кандзі приходить чергова скарга, новий начальник Оно тут же перенаправляє її в інший відділ (8-й будівельний). Лише один службовець намагається протестувати проти цього, але, бачачи, що у нього немає підтримки колег, здається. Бюрократична система працює, як і раніше…
В останній сцені нам показують веселих дітей, що граються на майданчику, побудованому завдяки Кандзі Ватанабі.

## У ролях
- Такасі Сімура у ролі Кандзі Ватанабі, бюрократа, хворого на рак.
- Сіньїті Хіморі — Кімура.
- Нобуо Канеко — Мацуї, син Кандзі.
- Мікі Одагірі — Тойо Одагірі, молода і життєрадісна дівчина, що звільнилась із департаменту Кандзі та пішла працювати в іграшкову фабрику
- Кйоко Секі — Кадзуї, дружина Мацуї, невістка Кандзі.
- Макото Коборі — Кіїті Ватанабі, брат Кандзі.
- Нобуо Накамура — заступник мера, амбіційний працівник муніципалітету, що присвоїв собі всі заслуги Кандзі.
- Бокудзен Хідарі — Охара, пристарілий працівник у відділі у справах громадськості.
- Юноске Іто — письменник-невдаха, що розважав Кандзі.
- Харуо Танака — Сакаї.
- Мінору Тіакі — Ногуті.

## Нагороди
- Три премії «Майніті»: найкращий фільм, найкращий сценарій і найкращий звукозапис.
- Премія «Золотий вовк» на Бухарестському кінофестивалі.
- Номінація на премію «Золотий ведмідь».
- Спеціальний приз Берлінського сенату.
- Номінація на премію BAFTA.
- Премія журналу «Кінема Дзюмпо» за найкращий фільм.

## Критика
Фільм отримав 100 % (30 з 30) позитивних відгуків від критиків та 97 % позитивних відгуків від глядачів на Rotten Tomatoes.
Фільм стабільно входить в число список 250 найкращих фільмів за версією IMDb. Станом на 27 серпня 2014 року рейтинг цього фільму становить 8,4 з 10, а сам фільм посідає 133 місце в списку 250 найкращих фільмів.
Фільм зайняв 44 місце у списку 100 найкращих фільмів світового кінематографа (неангломовних) за версією журналу Empire.